# Calayan (Cagayan)
Calayan is een gemeente in de Filipijnse provincie Cagayan ten noorden van het eiland Luzon. De gemeente Calayan bestaat uit een aantal eilanden, waaronder het gelijknamige eiland Calayan. Andere grote eilanden in de gemeente zijn: Babuyan, Camiguin en Dalupiri. Bij de laatste census in 2007 had de gemeente ruim 16 duizend inwoners.

## Geografie

### Bestuurlijke indeling
De gemeente Calayan is onderverdeeld in de volgende 12 barangays:
| - Babuyan Claro - Balatubat - Cabudadan - Centro II - Dadao - Dalupiri | - Dibay - Dilam - Magsidel - Minabel - Naguilian - Poblacion |

## Demografie
Calayan had bij de census van 2007 een inwoneraantal van 16.233 mensen. Dit zijn 1.924 mensen (13,4%) meer dan bij de vorige census van 2000. De gemiddelde jaarlijkse groei komt daarmee uit op 1,76%, hetgeen lager is dan het landelijk jaarlijks gemiddelde over deze periode (2,04%). Vergeleken met de census van 1995 is het aantal mensen met 3.990 (32,6%) toegenomen.

De bevolkingsdichtheid van Calayan was ten tijde van de laatste census, met 16.233 inwoners op 494,53 km², 24,8 mensen per km².